# Monumento aos Stuarts Reais
O Monumento aos Stuarts Reais é um memorial localizado na Basílica de São Pedro, no Estado da Cidade do Vaticano. Ele comemora os últimos três membros da Casa Real de Stuart: James Francis Edward Stuart (falecido em 1766), seu filho mais velho, Charles Edward Stuart (falecido em 1788), e seu filho mais novo, Henry Benedict Stuart (falecido em 1807). Os jacobitas reconheceram esses três como reis legítimos da Inglaterra, Escócia e Irlanda.
O monumento de mármore foi criado por Antonio Canova (1757-1822), o mais célebre escultor italiano de sua época. Foi erguido em 1819.

## Descrição
O monumento tem a forma de um obelisco truncado. Traz retratos de perfil em baixo-relevo dos três príncipes exilados e a seguinte inscrição:
Abaixo da inscrição é possível encontrar dois anjos chorando, simbolizando as esperanças perdidas dos exilados Stuarts.
O Monumento aos Stuarts Reais foi originalmente encomendado por Monsenhor Angelo Cesarini, executor do espólio de Henry Benedict Stuart. Curiosamente, entre os apoiadores do monumento estava o rei Jorge IV, que, após a ameaça jacobita ao seu trono ter terminado com a morte do cardeal Stuart em 1807, tornou-se um admirador da lenda dos Stuarts.
O monumento fica na parte de trás da basílica, no corredor esquerdo, em frente à porta por onde saem as pessoas que descem a escada em espiral da cúpula e do telhado. É frequentemente adornado com flores pelos românticos jacobitas.

## Enterros

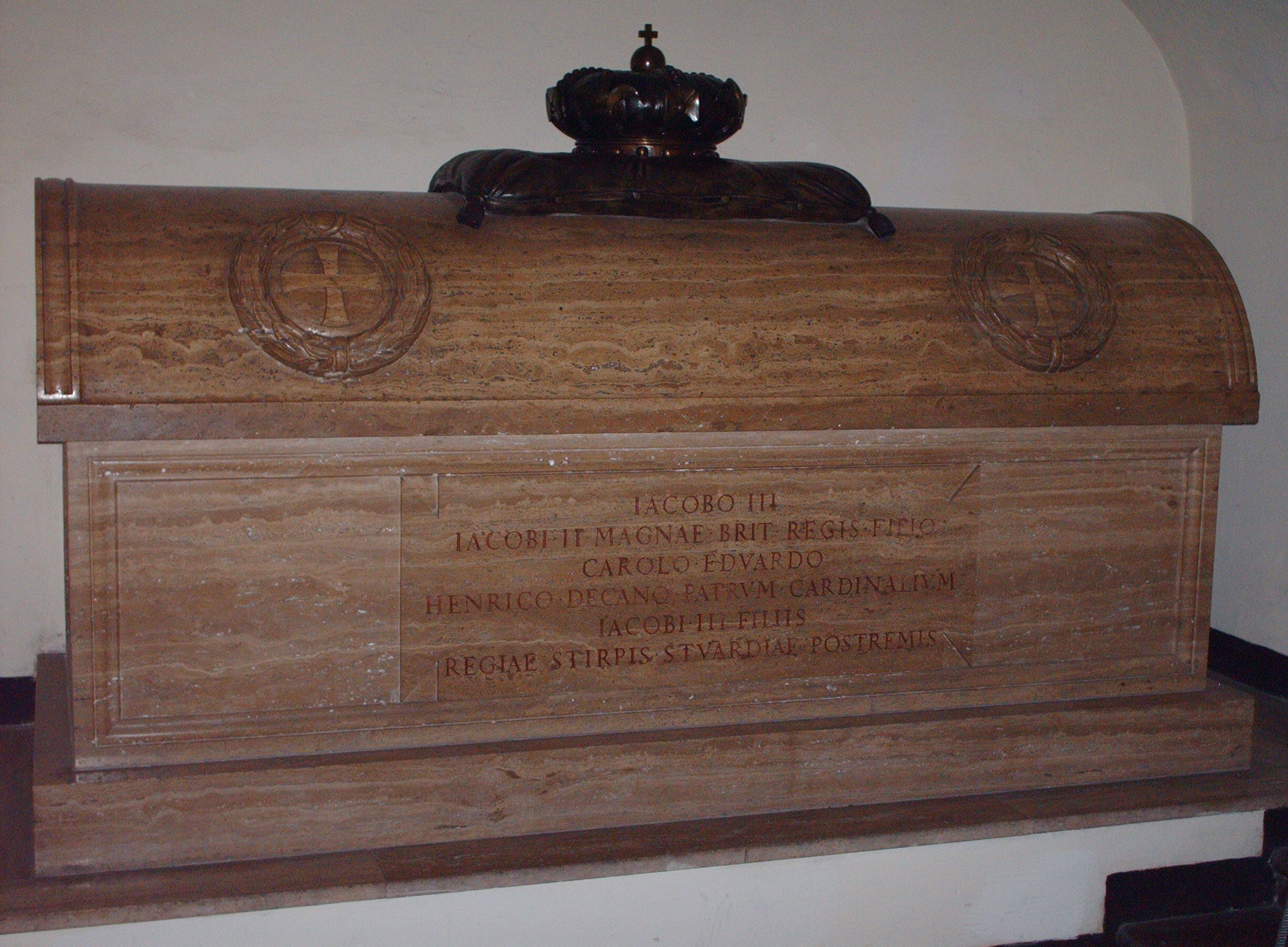
Tumba de James Francis Edward Stuart e seus dois filhos na Basílica de São Pedro

O monumento é, a rigor, um cenotáfio, não um túmulo . Os três Stuarts estão enterrados na cripta abaixo da basílica. James Francis Edward Stuart foi enterrado aqui quando morreu em 1766. Quando Carlos Eduardo Stuart morreu em 1788, ele foi sepultado na Basílica de São Pedro Apóstolo em Frascati . Quando seu irmão Henry Benedict Stuart morreu em 1807, os dois irmãos foram sepultados ao lado do pai na cripta de São Pedro. Três lápides separadas foram erguidas no local.
Até 1938, os corpos dos três Stuarts foram enterrados onde hoje fica o túmulo de Pio XI . Naquele ano, os corpos foram movidos um pouco mais para leste, no lado esquerdo da cripta, para dar lugar ao túmulo de Pio. Em 1939, um único sarcófago foi erguido sobre as três sepulturas. No topo do sarcófago há uma almofada de bronze sobre a qual é colocada uma coroa de bronze. Na frente do sarcófago está a mesma inscrição citada acima.

## Outros monumentos
Em frente ao monumento aos Royal Stuarts na Basílica de São Pedro está um monumento a Maria Clementina Sobieska, esposa de James Francis Edward Stuart e mãe de Charles Edward Stuart e Henry Benedict Stuart . Sua inscrição diz:
A rainha Cristina da Suécia, a única outra monarca com um memorial na igreja, também está sepultada na cripta abaixo da basílica, com os Royal Stuarts. Ela abdicou do trono em 1654 para se converter ao catolicismo.